# Вератіч
Вератіч (рум. Văratici) — село у повіті Вилча в Румунії. Входить до складу комуни Костешть.
Село розташоване на відстані 179 км на північний захід від Бухареста, 25 км на захід від Римніку-Вилчі, 94 км на північ від Крайови, 132 км на південний захід від Брашова.

## Населення
За даними перепису населення 2002 року у селі проживали 467 осіб, з них 463 особи (99,1%) румунів. Усі жителі села рідною мовою назвали румунську.